# ピアノ協奏曲第3番 (ベートーヴェン)
ピアノ協奏曲第3番（ピアノきょうそうきょくだいさんばん）ハ短調作品37は、ルートヴィヒ・ヴァン・ベートーヴェンが遺したピアノ協奏曲の一つ。ベートーヴェンのピアノ協奏曲中唯一の短調である。

## 概要
『ピアノ協奏曲第1番ハ長調』初演の翌年にあたる1796年に当楽曲のスケッチを開始、当初は『交響曲第1番ハ長調』初演と同日付である1800年4月2日の初演を目指していたが、この時点では冒頭楽章しか出来ていなかった。
それから約3年後にあたる1803年4月5日にアン・デア・ウィーン劇場に於いて行われた公演でようやく初演にこぎ着けたものの、この時にも独奏ピアノ・パートは殆ど空白のままで、ベートーヴェン自身がピアノ独奏者として即興で乗り切ったという。
独奏ピアノ・パートが完成してから最初に演奏が行われたのは、初演から1年余り経った1804年7月のことで、この時にはベートーヴェンの弟子であるフェルディナント・リースがピアノ独奏者を務めた。
なお、当楽曲初演の前年にあたる1802年にベートーヴェンは自身の耳の疾患に対する絶望感などから「ハイリゲンシュタットの遺書」をしたためているが、前記で触れているように彼自身が当楽曲の初演でピアノ独奏者を務めていることから、当楽曲初演時点では彼の耳の病状はそれほど深刻では無かったと推測することが出来る。

## 楽器編成
独奏ピアノ、フルート2、オーボエ2、クラリネット2、ファゴット2、ホルン2、トランペット2、ティンパニ、弦五部

## 曲の構成
古典的な協奏曲によくみられる形の3楽章構成である。
第1楽章 Allegro con brio ハ短調 2/2拍子
協奏的ソナタ形式。弦楽がC-E♭-G-F-E♭-D-Cの主題を静かに提示する。主和音のオクターブによる単純な第1主題というのは交響曲第3番「英雄」と同じである。展開は単純で同じ主題を印象付ける。
カデンツァはベートーヴェン自身により1曲書かれ、63小節ある。その他にも、クララ・シューマンやフランツ・リスト、イグナーツ・モシェレス、カール・ライネッケ、アントン・ルビンシテイン、カミーユ・サン＝サーンス、ガブリエル・フォーレ、フェルッチョ・ブゾーニなどのものが知られている。
カデンツァがヘ長調の属七の和音で半休止した後、第1主題によるコーダで締めくくられる。類似がよく指摘されるモーツァルトのピアノ協奏曲第24番と同じくカデンツァ後にもピアノ演奏が続く。コーダでは第1主題後半部の「C-G、C-G」の音をティンパニが演奏するという画期的手法をとっている。この手法はのち交響曲第9番で大胆に使われている。
第2楽章 Largo ホ長調 3/8拍子
複合三部形式。独奏ピアノがハーモニーに富んだ緩い旋律を奏でる。中間部はロ長調。
第3楽章 Molto allegro ハ短調～ハ長調 2/4拍子
ロンド形式。属七の和音で始まるハ短調のトルコ風リズムを刻むロンド主題が繰り返し提示された後、ファンファーレのような管楽器に導かれて変ホ長調の副主題が現れる。ロンド主題の復帰前にはピアノ独奏の走句が見られる。中間部では、変イ長調の穏やかな主題が現れ、ロンド主題の再現の後でハ長調に転じ、副主題の再現が行われる。変ニ長調でロンド主題が軽く回想された後、オーケストラのトゥッティで劇的な盛り上がりを見せ、独奏ピアノによりプレスティッシモで華麗なパッセージが演奏された後、コーダに入って6/8拍子に転じ、Prestoとなり管弦楽の強奏によりハ長調で喜ばしく終わる。このコーダは急速なテンポのなかでの分散オクターブなど至難なテクニックが要求され演奏至難である。

## 編曲
シャルル＝ヴァランタン・アルカンは、この曲の第1楽章をピアノ独奏用に編曲し、その中に長大なカデンツァを書き下ろした。このアルカン作のカデンツァでは、同じベートーヴェンの交響曲第5番の第4楽章が引用されている。これはピアノ協奏曲第3番第1楽章の第1主題（C-E♭-G-F-E♭-D-C）が、交響曲第5番第4楽章の第1主題（C-E-G-F-E-D-C-D-C）とよく似ていることに加えて、特徴的な上昇音階の音型も両曲に共通するためである。
アルカンのピアノ独奏用編曲はマルカンドレ・アムランらが演奏している。楽譜はIMSLPのページから入手できる。